# Felix Luckeneder
Felix Luckeneder (* 21. März 1994 in Linz) ist ein österreichischer Fußballspieler.

## Karriere
Luckeneder begann seine Karriere beim SC Rottenegg. Zur Saison 2005/06 wechselte er in die Jugend des LASK. Ab der Saison 2008/09 spielte er in der AKA Linz. Zur Saison 2012/13 rückte er in den Kader der ersten Mannschaft seines Stammklubs LASK. Sein Regionalligadebüt gab er am 5. Spieltag 2012/13 gegen die Union St. Florian. Nach dem Aufstieg in die Zweitklassigkeit gab er sein Profidebüt am 23. Spieltag der Saison 2014/15 gegen die SV Mattersburg. Er wurde auch in der Regionalligamannschaft eingesetzt.
Mit dem LASK stieg er 2017 in die Bundesliga auf.
Zur Saison 2018/19 wurde er an den Ligakonkurrenten SCR Altach verliehen. Zur Saison 2019/20 wurde er an den TSV Hartberg weiterverliehen. Bei den Steirern war er Stammspieler und kam zu 29 Einsätzen in der Bundesliga und absolvierte zudem beide Spiele im Europa-League-Playoff. Im August 2020 wurde er von Hartberg fest unter Vertrag genommen und erhielt einen bis Juni 2022 laufenden Vertrag. In der Saison 2020/21 kam er zu 31 Bundesligaeinsätzen für die Hartberger.
Nach weiteren fünf Einsätzen zu Beginn der Saison 2021/22 kehrte Luckeneder im August 2021 zum LASK zurück, bei dem er einen bis Juni 2024 laufenden Vertrag erhielt. Für den LASK kam er zu 58 Bundesligaeinsätzen. Nach der Saison 2023/24 verließ er den LASK.
Zur Saison 2024/25 wechselte Luckeneder daraufhin nach Deutschland zum Drittligisten SV Wehen Wiesbaden.